# Lukarsko Goševo
Lukarsko Goševo (em cirílico: Лукарско Гошево) é uma vila da Sérvia localizada no município de Novi Pazar, pertencente ao distrito de Ráscia, na região de Ráscia e Sanjaco. A sua população era de 757 habitantes segundo o censo de 2011.

## Demografia
| 1948 | 1953 | 1961 | 1971 | 1981 | 1991 | 2002 | 2011 |
| ---- | ---- | ---- | ---- | ---- | ---- | ---- | ---- |
| 833  | 877  | 980  | 1074 | 1129 | 1007 | 850  | 757  |